# کولونگا وولانوو
کولونگا وولانوو (به لهستانی:  Kolonia Wolanów) یک روستا در لهستان است که در گمینا وولانوو واقع شده‌است.
 کولونگا وولانوو  ۱۲۹ نفر جمعیت دارد.